# Wolfgangskirche (Kirchberg am Wechsel)

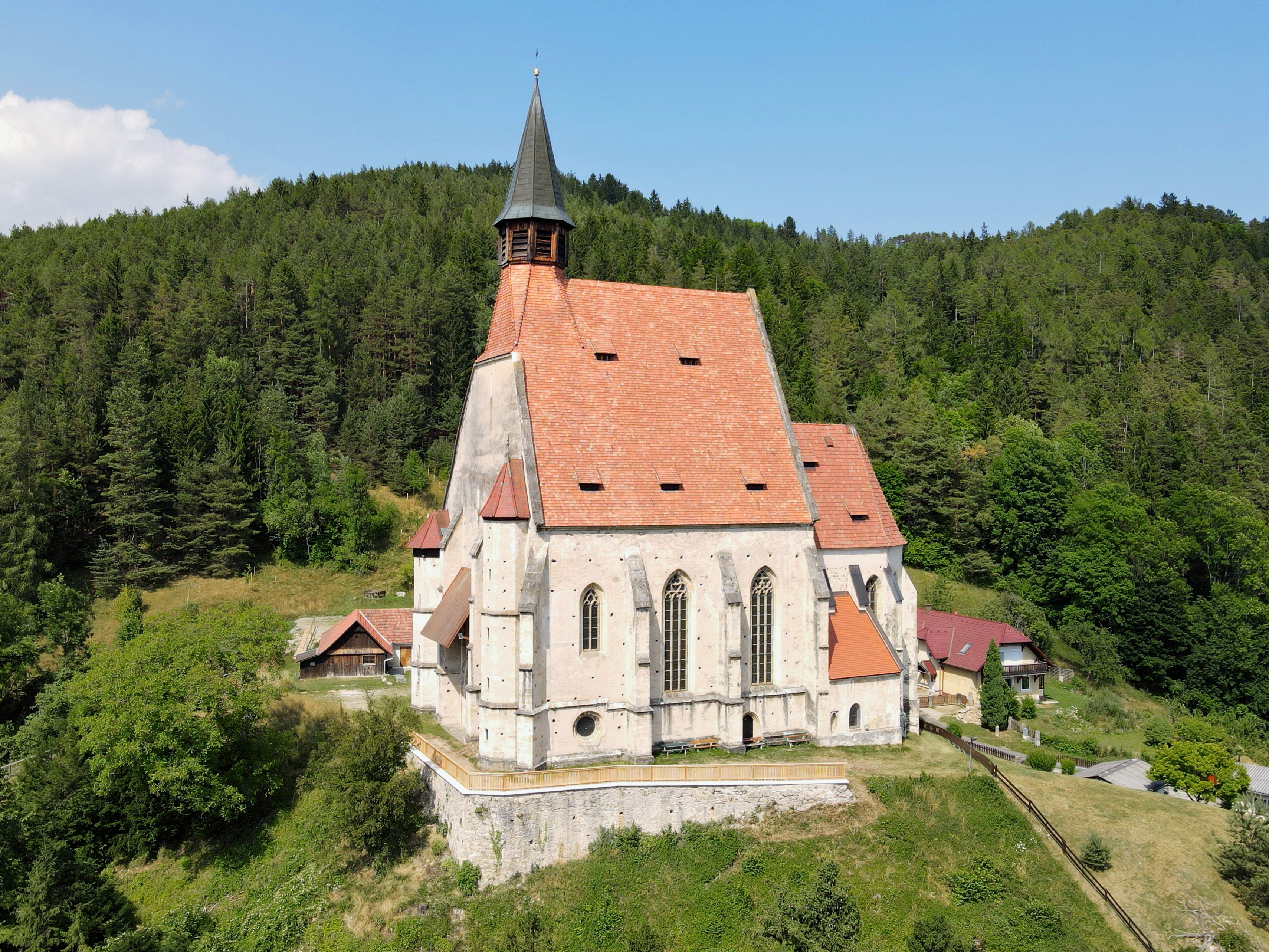
Filialkirche St. Wolfgang

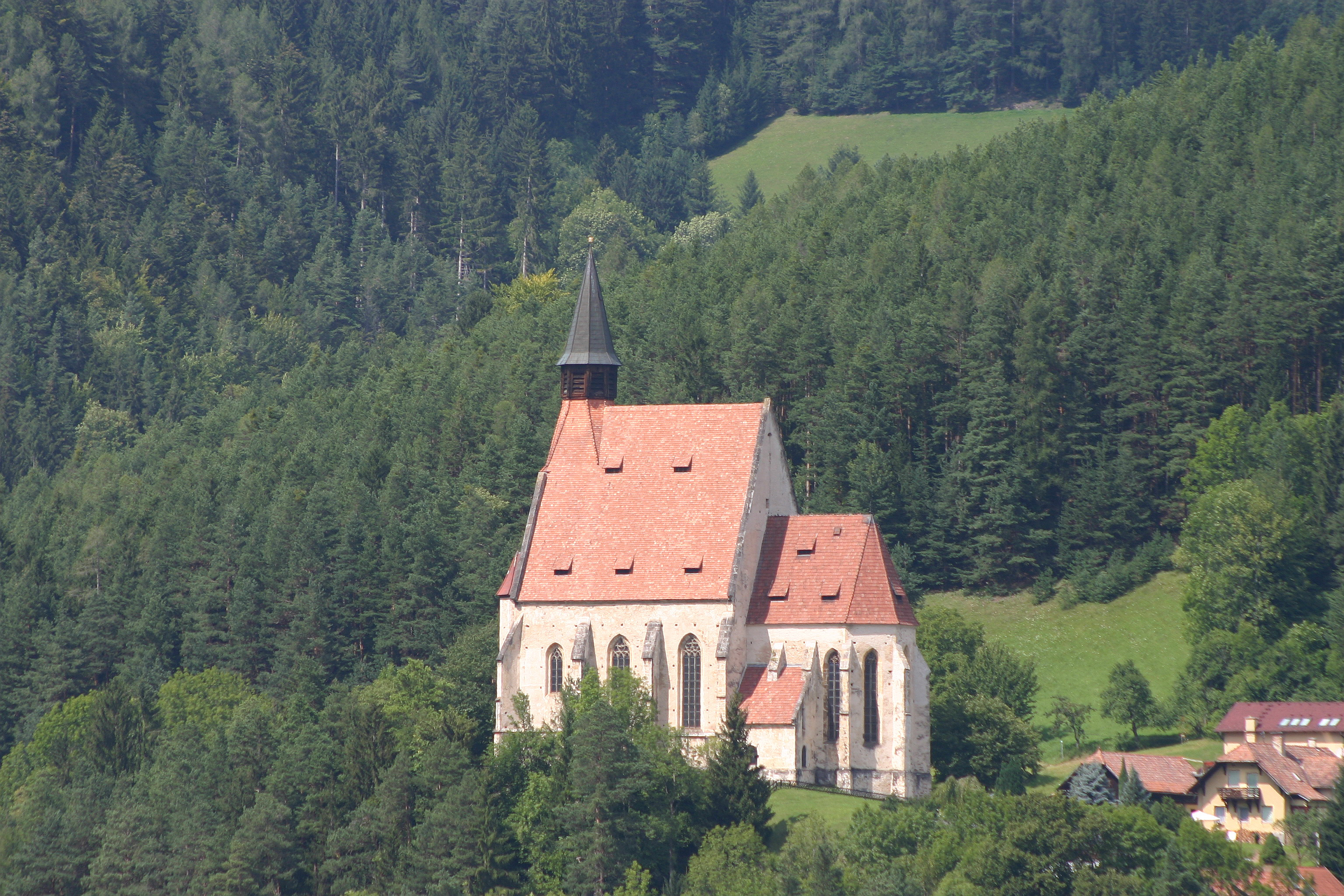
Südostansicht der Filialkirche

Die römisch-katholische Filialkirche hl. Wolfgang steht weithin sichtbar auf einer Hangstufe des Lienberges nordöstlich etwas außerhalb des Zentrums der Marktgemeinde Kirchberg am Wechsel im Bezirk Neunkirchen in Niederösterreich. Die dem Patrozinium hl. Wolfgang von Regensburg unterstellte Filialkirche gehört zum Dekanat Kirchberg im Vikariat Unter dem Wienerwald der Erzdiözese Wien. Die Wehrkirche steht unter Denkmalschutz (Listeneintrag).

## Geschichte
Die Kirche wurde von Artolf von Ofenpeck gestiftet, im Nordportal als „Anfenger des Gotshaus“ genannt. Er war Gefolgsmann der Kranichberger, Ursache der Stiftung war ein Streit zwischen Ofenpeck mit dem Pfarrer von Kirchberg. Bereits ab 1405 wurden Messen gelesen und eine Wallfahrt begonnen. Die Vollendung der Kirche erfolgte wohl von seinen zwei Söhnen im Jahr 1451, im Nordportal genannt.
Der Bau des Chores wurde um 1390 begonnen und 1404 vollendet. Das Langhaus wird im zweiten Viertel des 15. Jahrhunderts durch Maister Michel (Michael Goldberger ?) und Jörg von Straubing (Künstlerinschrift mit Jahr 1451) errichtet. Die imposante Westfront der Wolfgangskirche war gegenüber der tiefer gelegenen und damals kleineren Pfarrkirche eine Machtdemonstration der Kranichberger.
Die Kirche ist im Jahre 1510 dem Chorfrauenstift inkorporiert. Die Kirche wurde 1782 als Filialkirche aufgelassen und im Jahre 1796 aus der Weihe genommen. Abbrucharbeiten mit der Sprengung der Gewölbe waren nicht gewinnbringend und hinterließen eine Ruine. Von 1860 bis 1862 wurde ein Wiederaufbau gemacht. Das Gebäude wurde neu gedeckt, der Chor und das nördliche Seitenschiff wurden neu gewölbt und eine geplante Einwölbung des Hauptschiffes wurde aus Kostengründen nicht durchgeführt. Im Jahre 1862 wurde die Kirche neu geweiht. Durch einen Brand am 6. April 1918 wurde die Kirche erneut zur Ruine. Von 1919 bis 1926 wurde mit Plänen des Architekten Richard Jordan an der Wiederherstellung der Kirche gearbeitet. Ab 1971 setzten die Restaurierungsarbeiten wieder ein.

## Kirchengebäude
Das Langhaus mit hoch aufragendem Schopfwalmdach trägt einen achtseitigen hölzernen Dachreiter mit hohem Zeltdach. Die Westfassade mit einem monumentalen Schulterportal zeigt mit einer tiefen reich profilierten spitzbogigen Laibung krabben- und tierbesetzte Kielbogenaufsätze mit einer Kreuzblume. Das ähnlich gestaltete Nordportal zeigt mit einem Relief den hl. Wolfgang und den Gründer Artolf Ofenbeck, dessen zwei Söhne und Wappen.
Das ursprünglich zweischiffige dreijochige Langhaus hat jetzt eine Flachdecke. Vom Kreuzrippengewölbe sind noch Runddienste, Kapitelle, Schildrippen und Rippenanläufe vorhanden, wobei das nördliche Schiff von 1860 bis 1862 mit einem Sternrippengewölbe geschlossen wurde. Der Chor wurde 1861 zweijochig mit 5/8-Schluss mit Kreuzrippengewölbe wiederhergestellt. In der nördlichen Wand ist eine Sakramentennische mit Giebelkreuz, südlich ist ein spitzbogiges Portal zur Sakristei mit Spitztonne und Stichkappen.
Im Langhaus ist eine monumentale Wandmalerei hl. Christophorus mit dem Stifter mit Bindenschild aus dem Ende des 15. Jahrhunderts. Weiteres sind kleine Teile von gotischen Wandmalereien um 1400 freigelegt. Es gibt Glasmalerei aus 1926, 1927 und 1931.

## Ausstattung
Die Kirche wurde ab 1926 mit diversen Kunstwerken von verschiedener Herkunft neu eingerichtet. Ein Ecce Homo, ein sogenannter Blauer Herrgott von 1735, wurde 1860 aus der Kapelle des Versorgungsheimes  Sankt Marx in Wien übertragen. Der Hochaltar aus 1760 ist aus der Rosalienkapelle des Freihauses auf der Wieden, 1926 übertragen. Die gotische Sandsteinkanzel steht auf Marmorsäulen mit neugotischen Blattkapitellen aus 1800, wobei die Maßwerkbrüstung aus dem Anfang des 14. Jahrhunderts von der Kanzel und vom Treppenaufgang der Capella Speciosa in Klosterneuburg stammt, 1928 hierher übertragen und teils neu ergänzt. Ein monumentaler Kruzifix von Herbert Schick ist aus 1933. Ein Bild Fußwaschung: Christus im Hause des Simon. von Martin Johann Schmidt aus 1794, 1936 hierher übertragen. Die Bilder Hl. Josef und Maria und Pestheilige von Adam Brenner aus 1859, wie das Bild Mariae Himmelfahrt von Johann Spillenberger aus 1672, 1941 aus dem Stephansdom in Wien als Leihgabe übertragen.